# Åmål
Åmål este un oraș în Suedia.

## Demografie
| \| Evoluția demografică a zonei urbane Åmål, 1970–2015 \| Evoluția demografică a zonei urbane Åmål, 1970–2015 \| Evoluția demografică a zonei urbane Åmål, 1970–2015 \| Evoluția demografică a zonei urbane Åmål, 1970–2015 \| Evoluția demografică a zonei urbane Åmål, 1970–2015 \| \| --------------------------------------------------------------------------------------- \| --------------------------------------------------- \| --------------------------------------------------- \| --------------------------------------------------- \| --------------------------------------------------- \| \| An \| \| \| Locuitori \| \| \| 1970 \| 1970 \| \| 9.331 \| 9.331 \| \| 1975 \| 1975 \| \| 9.556 \| 9.556 \| \| 1980 \| 1980 \| \| 9.906 \| 9.906 \| \| 1990 \| 1990 \| \| 9.803 \| 9.803 \| \| 1995 \| 1995 \| \| 9.906 \| 9.906 \| \| 2000 \| 2000 \| \| 9.355 \| 9.355 \| \| 2005 \| 2005 \| \| 9.380 \| 9.380 \| \| 2010 \| 2010 \| \| 9.065 \| 9.065 \| \| 2015 \| 2015 \| \| 9.373 \| 9.373 \| \| Sursa: SCB - Statistika Centralbyrån, Folkmängden per tätort. Vart femte år 1960 - 2016 \| \| \| \| \| |      |  |           |       |
| Evoluția demografică a zonei urbane Åmål, 1970–2015 |      |  |           |       |
| An |      |  | Locuitori |       |
| 1970 | 1970 |  | 9.331     | 9.331 |
| 1975 | 1975 |  | 9.556     | 9.556 |
| 1980 | 1980 |  | 9.906     | 9.906 |
| 1990 | 1990 |  | 9.803     | 9.803 |
| 1995 | 1995 |  | 9.906     | 9.906 |
| 2000 | 2000 |  | 9.355     | 9.355 |
| 2005 | 2005 |  | 9.380     | 9.380 |
| 2010 | 2010 |  | 9.065     | 9.065 |
| 2015 | 2015 |  | 9.373     | 9.373 |
| Sursa: SCB - Statistika Centralbyrån, Folkmängden per tätort. Vart femte år 1960 - 2016 |      |  |           |       |